# Pentagonaster (estrella de mar)
Pentagonaster es un género de estrellas de mar perteneciente a la familia Goniasteridae.Sus especies han sido registradas en mares de Oceanía.

## Lista de especies
| Imagen | Nombre científico                     | Distribución  |
| ------ | ------------------------------------- | ------------- |
|        | Pentagonaster duebeni Gray, 1847      | Australia     |
|        | Pentagonaster gibosus Perrier, 1875   | Australia     |
|        | Pentagonaster pulchellus Gray, 1840   | Nueva Zelanda |
|        | Pentagonaster stibarus HL Clark, 1914 | Australia     |